# Ушаков, Александр Митрофанович
Александр Митрофанович Ушаков (ум. 1787) — мореплаватель, участник Первой Архипелагской экспедиции.

## Биография
Учился в Морском кадетском корпусе.
В 1770—1774 годах участвовал в Первой Архипелагской экспедиции русского флота.
В 1771 году получил в командование трекатру «Св. Михаил» (нанятое у греков транспортное судно). Выйдя из порта Ауза (на острове Парос), Ушаков отправился с десантом к эскадре графа Орлова, вышедшей для разорения некоторых турецких островов Архипелага.
Экипаж трекатры состоял из 31 матроса, десанта было 4 офицера, 202 рядовых Шлиссельбургского мушкетёрского полка и 21 албанец, всего 258 человек.
Сначала Ушаков шёл вместе с прочими транспортами, перевозившими десант под конвоем фрегата, но в ночь на 8 сентября разлучился с отрядом и заштилел между островом Лемнос и Афонской горой.
12 сентября турки отправились к нему на пяти галерах. Ушаков, посоветовавшись с начальником десанта капитаном Костиным, решил не сдаваться. Вокруг борта вместо туров были поставлены пустые водяные бочки, обвешанные постелями и платьем; таким образом получился как бы бруствер; прорублен порт для маленькой пушки и посланы две шлюпки с буксиром, чтоб удобнее было поворачивать трекатру при обороне.
Две турецких галеры атаковали судно с кормы, три — с правого борта, но, встреченные сильным картечным огнём, остановились.
Оправясь, турки устремились на трекатру с намерением абордировать её. Подпустив их на пистолетный выстрел, Ушаков повернул к ним трекатру бортом и открыл непрерывный беглый огонь, чем принудил неприятеля отступить. Одна галера потеряла мачту.
Был убит один и ранено семь человек; паруса и такелаж были сильно повреждены; в правом борте оказалось 5 пробоин. Исправив повреждения трекатры, Ушаков 16 сентября благополучно соединился с флотом.